# Антанас Гуога
Антанас Гуога (лит. Antanas Guoga), також відомий як Тоні Джі (Tony G) (нар. 17 грудня 1973, Каунас) — литовський підприємець, філантроп і професійний гравець у покер.
У дитинстві він був чемпіоном Литви зі швидкубінгу, у віці 11 років переїхав до Мельбурна (Австралія).

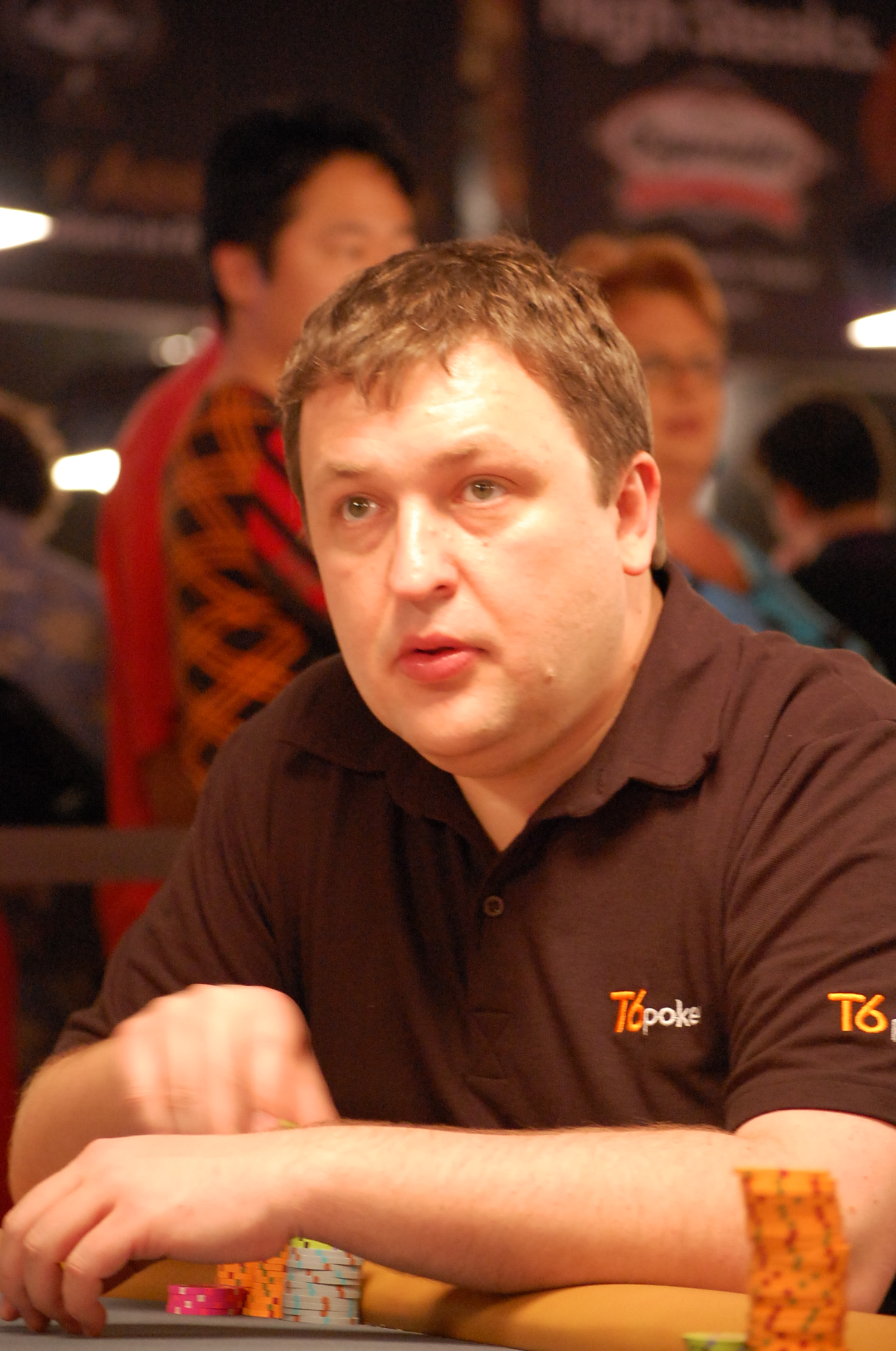
Антанас Гуога

Він працював у різних професій, у тому числі автомийником та ремонтником швейних машин, у брокерській сфері. Гуога був прийнятий на роботу до філії Citibank у Гонконзі, пізніше він почав вести свій власний бізнес і інвестувати у різні сектори, спочатку в Австралії, а потім і у Великій Британії та Литві. У 2014 році він отримав ступінь у галузі спортивного менеджменту в Університеті Вустера.
Під псевдонімом Тоні Джі він також був професійним гравцем у покер, у 2006 році він виграв Asian Poker Tour. До 2014 року на різних турнірах покеру виграв близько $ 4,8 млн.
Він також був менеджером представництва Литви у чоловічому баскетболі (2010–2012) та Олімпійським аташе у Лондоні (2012). У 2011 році він був призначений віце-президентом Литовської баскетбольної федерації, будучи головним спонсором цього об'єднання.
У 2013 році Гуога приєднався до Ліберального руху Литовської Республіки, у 2014 він був обраний до Європарламенту.